# Pistacia chinensis
Фісташка китайська (Pistacia chinensis) — дерево середнього або малого розміру з роду фісташкових, поширене в центральному та західному Китаї. Воно дуже міцне і може рости в поганих умови, такі як погана якість ґрунту та витримувати низькі температури.

## Опис
Росте до 9-15 метрів у висоту, у виняткових випадках досягає 25 метрів. Листя опадаючі, перисті, 20-25 см завдовжки з 10-12 листками без кінцевого листка. Квітки утворюються в волотях довжиною 15-20 см на кінці гілок, розділених на чоловічі та жіночі рослини. Плід — маленька червона кістянка з одним насінням. Зростає на сонячних ділянках і не виносить тіні, найбільш морозостійкий з видів, оскільки витримує до -25°C.

## Таксономія
Pistacia chinensis була описана Александром фон Бунге та опублікована в Enumeratio Plantarum, quas in China Boreali 15, у 1833 році. 

### Синоніми
- Pistacia formosana
- Pistacia philippinensis
- Rhus argyi
- Rhus gummifera

## Галерея

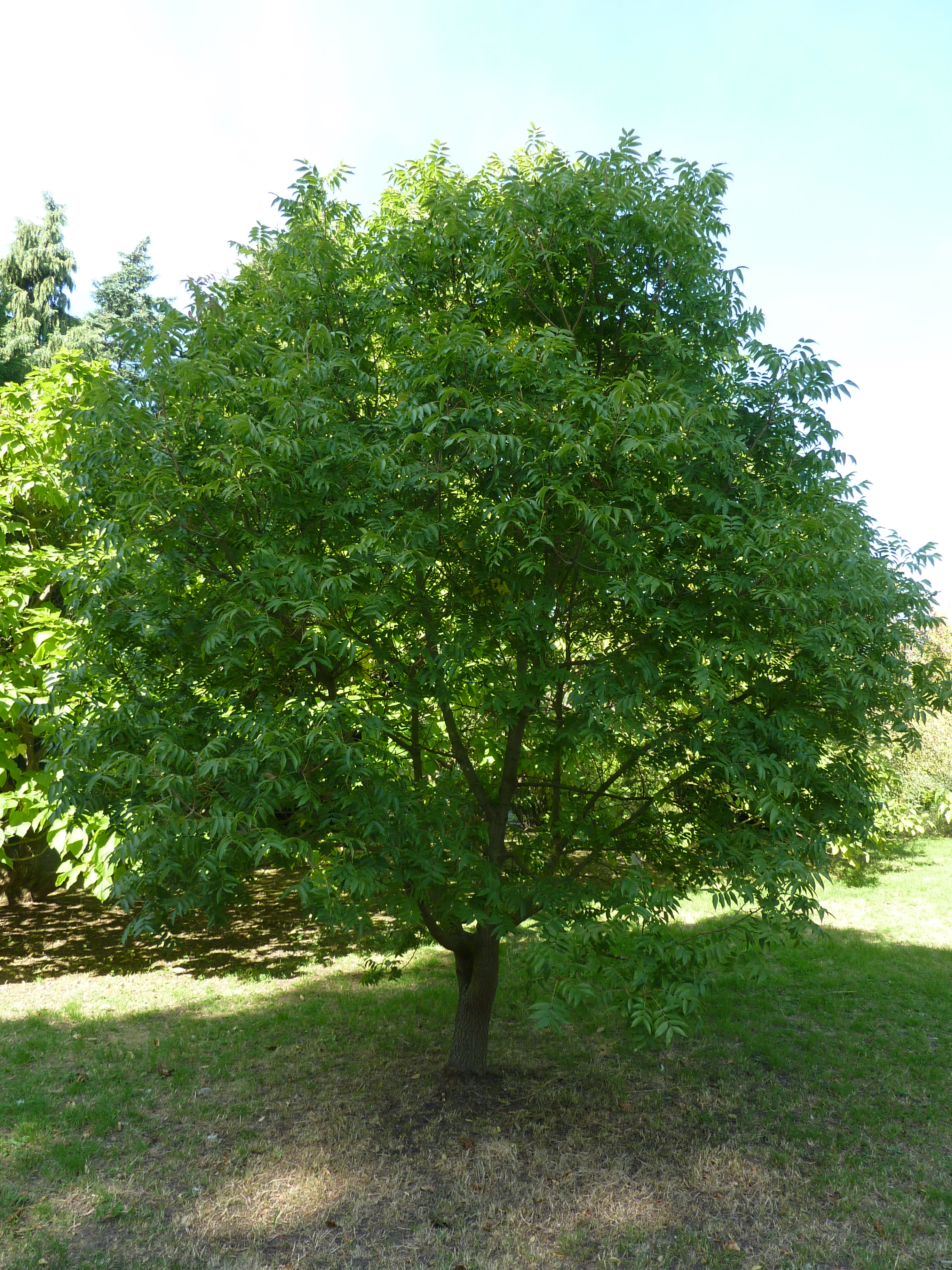
Дерево
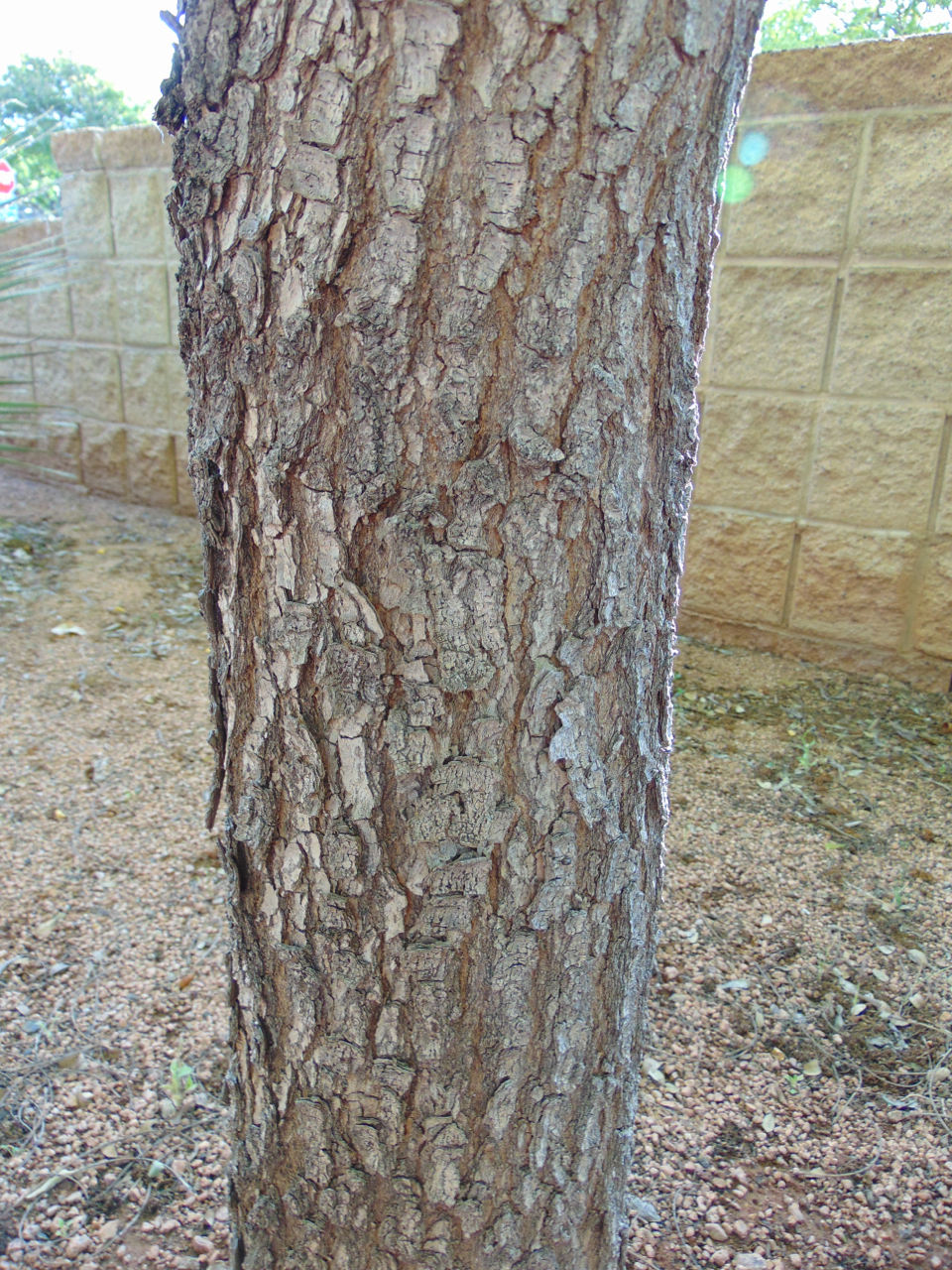
Стовбур
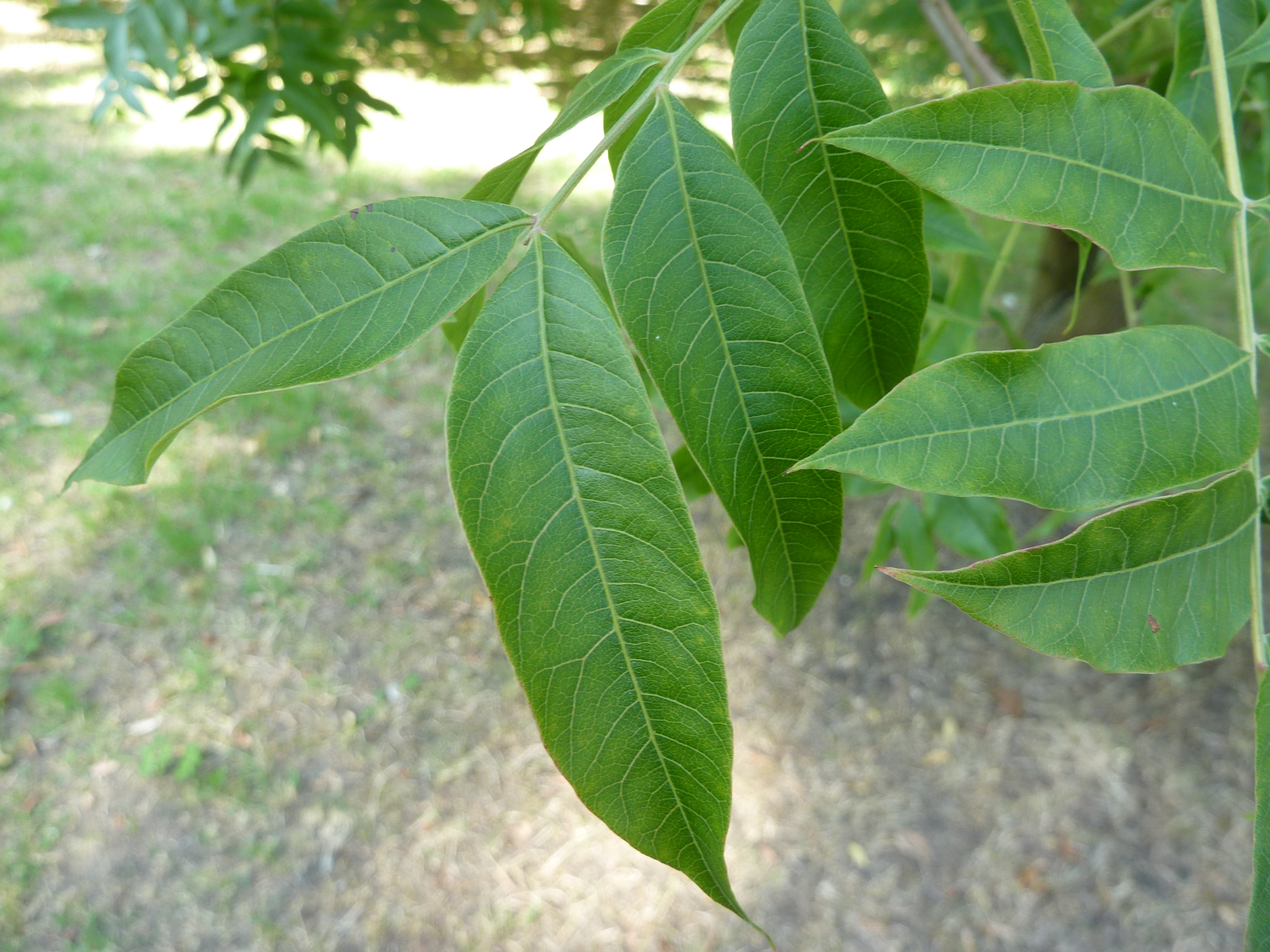
Листя
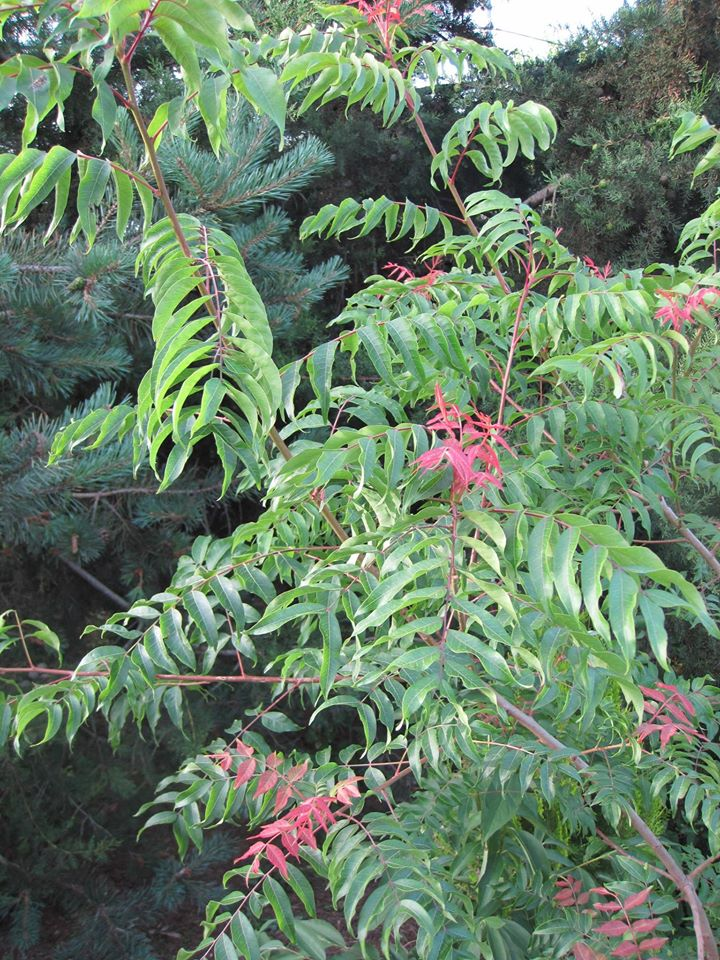
Молодий приріст
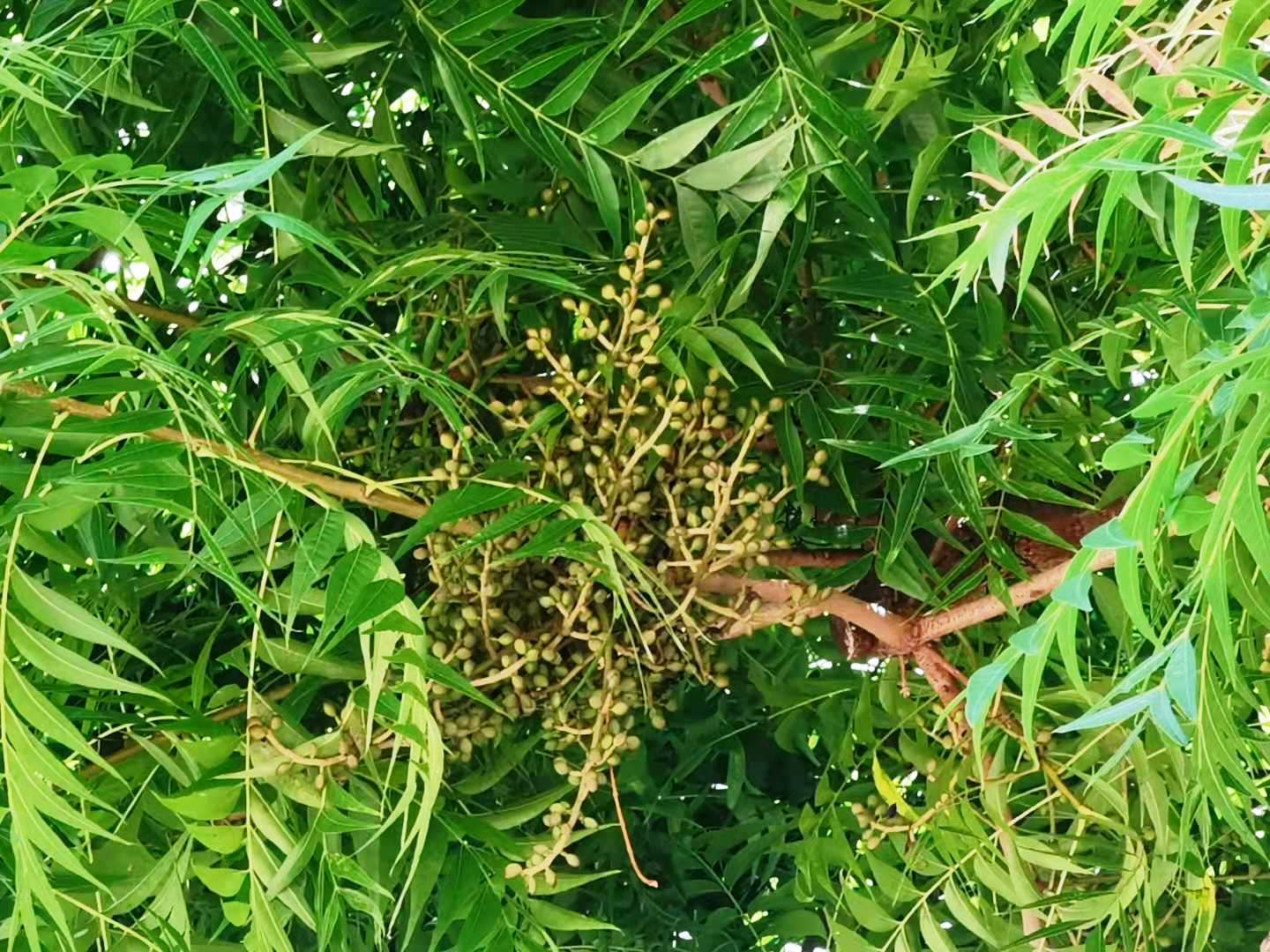
Плоди